# 강계숙
강계숙(1973년 ~ )은 대한민국의 문학평론가이다. 서울특별시에서 태어나 연세대학교 국어국문학과와 동 대학원을 졸업했다. 2002년 《창작과비평》 신인평론상에 당선되어 등단했다. 2011년부터 《문학과사회》 편집동인으로, 2014년부터 명지대학교 국어국문학과 교수로 재직하고 있다.

## 저서

### 비평집
- 《미언》(문학과지성사, 2009)
- 《우울의 빛》(문학과지성사, 2013)

### 편저
- 《내 생의 중력》(문학과지성사, 2011)